# Вільно-поршневий двигун внутрішнього згоряння

Схема дії вільно-поршневого генератора газу (СПГГ)

Вільно-поршневий двигун внутрішнього згоряння (СП ДВЗ) — двигун внутрішнього згоряння (ДВЗ), в якому відсутній кривошипно-шатунний механізм, а хід поршня від нижньої до верхньої мертвої точки здійснюється під дією тиску повітря, стиснутого в буферних ємностях, пружини або ваги поршня. Зазначена особливість дозволяє будувати тільки двотактні СП ДВС.
СП ДВС можуть використовуватися для приводу машин, що здійснюють зворотно-поступальний рух (дизель-молоти, дизель-преси, електричні генератори з хитним якорем), можуть працювати як компресори або генератори гарячого газу.
Переважне поширення отримала схема СП ДВС з двома розбіжними поршнями в одному циліндрі. Поршні кінематично зв'язані через синхронізуючий механізм (важільний або рейковий з паразитною шестірнею); на відміну від кривошипно-шатунного механізму синхронізуючий механізм сприймає тільки різниця сил, що діють на протилежні поршні, яка при нормальній роботі СП ДВС порівняно мала. Один поршень управляє відкриттям впускних вікон, а інший — випускних. Поршні компресора і поршні буферних ємностей жорстко зв'язані з відповідними поршнями двигуна.
До переваг вільно-поршневих ДВЗ відноситься порівняльна простота їх конструкції, хороша врівноваженість, довговічність, компактність. Недоліки — складність пуску і регулювання, нестійкість роботи на часткових навантаженнях (з розвитком мікропроцесорних систем керування останній недолік став неактуальним).